# C・R・ボクサー
チャールズ・ラルフ・ボクサー（Charles Ralph Boxer、1904年3月8日 - 2000年4月27日）は、イギリスの歴史学者。オランダとポルトガルの海上貿易・帝国支配に関して著名。

## 生い立ち・軍歴
ヒュー・ボクサー大佐とジェーン・パターソンのあいだにワイト島サンダウンに生まれた。チャールズ・ボクサーはウェリントン校（パブリックスクール）とサンドハースト王立陸軍士官学校に学び、1923年にリンカーンシャー連隊の少尉に任命され、1947年まで24年間、陸軍で勤務することとなる。北アイルランドで勤めたのち、1930年から1933年にかけて日本で言語を学ぶよう命ぜられ、奈良市にあった日本陸軍歩兵第38連隊に派遣された。そのとき、同時に豊橋にあった下士官養成のための豊橋陸軍教導学校にも派遣されている。1933年、日本語翻訳官の資格を得た。1936年に香港の駐留イギリス陸軍に転属し、3位の一般幕僚 (GSO3)、香港の中国騎兵部隊付となり、情報部門を担当した。1940年、2位 (GSO2) に昇進する。1941年12月8日に開始された太平洋戦争の香港の戦いの最中に負傷し、以降1945年まで日本軍の戦争捕虜として過ごした。終戦後、捕虜から解放され連合王国極東委員会委員として1946-47年にかけて来日。軍隊にいるあいだに、ボクサーは86にも及ぶ極東史、とりわけ16・17世紀の歴史書を刊行している。
1945年、エミリー・ハーンと結婚し、2人の娘をもうけた。

## 研究者として
ボクサーは、1947年、ロンドン大学キングス・カレッジよりポルトガル学のカモンエス教授職 (Camões Chair) を提示され、連合王国陸軍少佐を最後に退役した。1967年まで12年間この地位にあった。この間の1951年から1953年にかけて、ロンドン大学東洋アフリカ研究所で、極東史の第一教授として出講した。
1967年にロンドン大学を定年退職したのち、ボクサーは1976年までインディアナ大学の客員教授となり、また、インディアナ大学ブルーミントン校にあるリリー図書館 (Lilly Library) の顧問も務めた。1969年から1972年にかけて、イェール大学のヨーロッパ海外進出史教授であった。ハートフォードシャー州セント・オールバンズで没した。

## 賞と称号
- ユトレヒト大学名誉博士、1950年
- リスボン大学名誉博士、1952年
- 英国学士院特別会員、1957年
- バイーア州立大学名誉博士、1959年
- リバプール大学名誉博士、1966年
- 台湾・中国学士院会員、1966年
- 聖グレゴリー騎士団教会騎士、1969年
- 香港大学名誉博士、1971年
- ペラデニヤ大学名誉博士、1980年
- ブラジル歴史・地理機構金賞、1986年
- 海軍博物館ケアード賞、1989年

### その他の賞
- サンティアーゴ聖剣騎士団（Order of Santiago da Espada、ポルトガル）
- D・エンリケ王子騎士団第十字章（ポルトガル）

## 著作
- Jan Compagnie in Japan, 1660-1817 (1936)
- Fidalgos in the Far East, 1550-1770. Fact and Fancy in the History of Macao (1948)
- The Christian Century in Japan (1951)
- Salvador de Sá and the Struggle for Brazil and Angola, 1602-1686 (1952)
- South China in the Sixteenth century (1953)
- The Dutch in Brazil (1957)
- The Great Ship from Amacon (1959)
- The Tragic History of the Sea (1959)
- The Golden Age of Brazil, 1695-1750 (1962)
- The Dutch Seaborne Empire (1965)
- The Portuguese Seaborne Empire (1969)

## 註
1. 1 2 3 4  Newitt
2. 1 2  "Charles".